# Doureh (Verwaltungsbezirk)
Doureh (persisch شهرستان دورود) ist ein Schahrestan in der Provinz Luristan im Iran. Er enthält die Stadt Doureh, welche die Hauptstadt des Verwaltungsbezirks ist.

## Demografie
Bei der Volkszählung 2016 betrug die Einwohnerzahl des Schahrestan 41.756. Die Alphabetisierung lag bei 74 Prozent der Bevölkerung. Knapp 9 Prozent der Bevölkerung lebten in urbanen Regionen. Die Mehrheit der Einwohner sind Kurden. 
| Zensusjahr | Einwohnerzahl |
| ---------- | ------------- |
| 2011       | 43.221        |
| 2016       | 41.756        |